# Ponera elegantula
Ponera elegantula är en myrart som beskrevs av Wilson 1957. Ponera elegantula ingår i släktet Ponera och familjen myror. Inga underarter finns listade i Catalogue of Life.